# Bongo (antilopa)
Bongo (lat. Tragelaphus eurycerus) je vrsta biljojeda, među najvećima je afričkim antilopama, koje obitavaju u šumama.
Karakteristike bongoa su upečatljiva crvenkasto-smeđa dlaka s crnim i bijelim oznakama, bijelo-žute pruge i dugi blago opadajući rogovi. Oba spola imaju rogove. Imaju složenu socijalnu interakciju i nalaze se u afričkim gustim šumama.
Podvrsta - zapadni ili nizinski bongo, T. e. eurycerus, suočena je sa stalnim padom brojnosti, a skupina stručnjaka smatra da blizu ugroženosti.
Istočni ili brdski bongo T. e. isaaci, ima dlaku čak življe obojanu nego zapadni bongo. Obitava u divljini samo u jednom udaljenom dijelu središnje Kenije. Kritično je ugrožen, s više primjeraka u zatočeništvu nego u divljini. Udruga zooloških vrtova i akvarija u SAD-u (AZA) polučila je velike rezlutate u širenju brojnosti bongoa. Međutim, 2013., došlo se do podataka od samo 100 brdskih bongoa u divljini, zbog sječe i krivolova.